# Желтогрудая ширококлювая танагра
Желтогрудая ширококлювая танагра (лат. Chlorothraupis stolzmanni) — вид птиц из семейства кардиналовых. Видовое латинское название дано в честь польского орнитолога Яна Штольцмана (1854—1928).
Птицы обитают в субтропических и тропических горных и низменных влажных лесах, на высоте 200—2100 метров над уровнем моря. Длина тела 18 см, масса около 38 грамм.
Выделяют два подвида:
- Chlorothraupis stolzmanni dugandi Meyer de Schauensee, 1948 — в Андах на склонах со стороны Тихого океана от Рисаральда южнее до Нариньо (Колумбия) и на северо-западе Эквадора в Эл-Пласер (Эсмеральдас);
- Chlorothraupis stolzmanni stolzmanni (Berlepsch & Taczanowski, 1884) — на западных склонах Анд от Пичинча южнее до Эль-Оро (Эквадор).